# Terre maudite
Pour plus de détails, voir Fiche technique et Distribution.
Terre maudite (The Wind) est un western horrifique américain réalisé par Emma Tammi, sorti en 2018.

## Synopsis
À la fin du XVIIIe siècle, dans une zone isolée de l'Ouest américain, Isaac Macklin et sa femme Lizzy ont quitté le Missouri pour s'installer ensemble dans une petite ferme, balayée par des vents incessants, dans une région déserte du Nouveau-Mexique. Délaissée par son mari souvent absent pour plusieurs jours, Lizzy s'occupe comme elle peut en cultivant notamment leur lopin de terre. La routine de leur quotidien austère et paisible est ébranlée par l'emménagement d'un autre couple, les Harper, dans une grange voisine. Contrairement aux Macklin, Emma et son époux Gideon ont du mal à s'adapter aux conditions hostiles de leur nouvel environnement. Ils sympathisent très vite entre eux et Lizzy prend sous son aile la jeune Emma. Elle s'attache à elle car elle attend un enfant, ce qui lui rappelle son petit garçon mort-né, Samuel. Mais, très vite,  la détresse de cette dernière ne fait que s'accroître lorsqu’elle prétend inlassablement que des forces maléfiques tentent de lui faire du mal. Elle explique à Lizzy qu'une présence surnaturelle tente de lui prendre son bébé, qu'elle désire appeler comme elle ou Isaac. Sa paranoïa la pousse à se tirer une balle dans la tête vers la fin de sa grossesse. Lizzy tente de sauver son fœtus en pratiquant une césarienne sur son cadavre, en vain.
Son mari et Isaac enterrent Emma et son enfant puis, pour plusieurs jours, partent en ville pour signaler leur décès, laissant Lizzy seule. Fragile comme Emma, Lizzy devient à son tour paranoïaque dans leur maison perdue au milieu de nulle part. D'autant plus que, dans le passé, elle prétendait elle aussi qu'un démon la terrorisait lorsqu'elle était enceinte mais Isaac refusait de la croire. Désormais, abandonnée par les deux hommes, sa paranoïa infectieuse devient plus prégnante et des forces maléfiques semblent se rapprocher d'elle...

## Fiche technique
- Titre : Terre maudite
- Titre original : The Wind
- Réalisation : Emma Tammi
- Scénario : Teresa Sutherland
- Montage : Alexandra Amick
- Musique : Ben Lovett
- Photographie : Lyn Moncrief
- Production : Christopher Alender et David Grove Churchill Viste
- Sociétés de production : Divide/Conquer et Soapbox Films
- Société de distribution : IFC Midnight
- Pays d'origine :  États-Unis
- Langue originale : anglais
- Format : couleur
- Genre : western horrifique
- Durée : 86 minutes
- Dates de sortie  :
  - États-Unis : 10 septembre 2018 (Festival international du film de Toronto)
  - États-Unis : 5 avril 2019
  - France : 14 mai 2020 (sur Canal + Cinéma)

## Distribution
- Caitlin Gerard : Elizabeth « Lizzie » Macklin
- Ashley Zukerman : Isaac Macklin
- Julia Goldani Telles : Emma Harper
- Miles Anderson : le révérend
- Dylan McTee : Gideon Harper
- Martin Patterson : Eli